# Ketogenes
Ketogenes är en biokemisk process i levern, där acetyl-CoA ombildas till ketonkroppar (acetoacetat, beta-hydroxibutyrat och aceton). Dessa kan sedan transporteras till vävnader där de används som bränsle. Det hastighetsbegränsande steget är reaktionen till HMG-CoA (hydroximetylglutaryl-koenzym A), som katalyseras av ett enzym som enbart finns i levern, som heter HMG-CoA-syntas.
Övriga enzym som finns i processen är tiolas och HMG-CoA-lyas.

## Översikt
Ketogenes är den process genom vilken ketonkroppar produceras som ett resultat av fettsyranedbrytningen.
Ketonkroppar produceras huvudsakligen i mitokondrierna av leverceller. Syntesen sker som en reaktion på låga glukosnivåer i blodet, då kroppen gjort slut på sitt förråd av cellulära kolhydrater, till exempel glykogen. Produktionen av ketonkroppar påbörjas då för att tillgängliggöra energi som lagras som fettsyror. Fettsyrorna bryts enzymatiskt ned via β-oxidation och bildar acetyl-CoA. Under normala förhållanden blir acetyl-CoA ytterligare oxiderat och dess energi överförs som elektroner till NADH, FADH2 och GTP i citronsyracykeln (TCA-cykeln). Men om mängden acetyl-CoA som genereras från fettsyrornas β-oxidation är för hög för TCA-cykelns bearbetningskapacitet eller om aktiviteten i TCA-cykeln är låg på grund av för små mängder av intermediärer (ex. oxalacetat) så används acetyl-CoA istället i syntesen av ketonkroppar.
Ketonkroppar skapas i måttliga mängder under alla tillstånd, men ökar under omständigheter där inga kolhydrater finns tillgängliga, exempelvis fasta. Om ketogenes pågår under längre tid än vanligt sägs kroppen vara i ett tillstånd som kallas ketos.
De tre typerna av ketonkroppar är:
- Acetoacetat, som, om den inte oxideras och bildar användbar energi, är källan till de två andra ketonkropparna nedan.
- Aceton, används inte som energikälla, utan bildas spontant då acetoacetat dekarboxyleras. Acetonet utsöndras via utandningsluften eller med avföringen
- β-hydroxibutyrat, vilket tekniskt sett inte är en keton enligt IUPAC-nomenklaturen, men som ändå kan användas i ketolysen.

## Mekanism

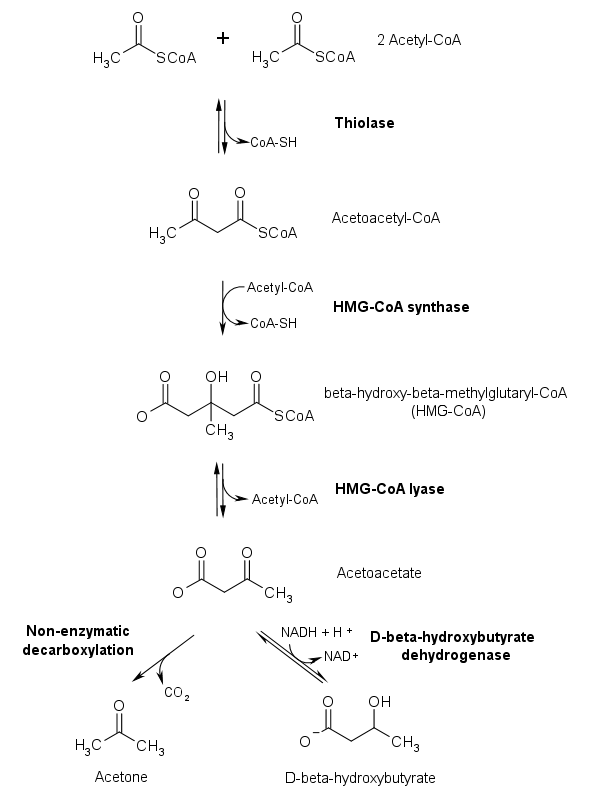
Ketogenesen

Under fasta eller omständigheter med låga glukosnivåer i blodet kommer levern att fyllas av fria fettsyror som mobiliserats från fettvävnaderna. När fettsyrorna bryts ner av levern ökar nivåerna av acetyl-CoA, vilket hämmar pyruvatdehydrogenaskomplexet, och aktiverar istället pyruvatkarboxylasenzymer, som behövs för att bilda oxaloacetat. Detta oxaloacetat används främst i glukoneogenes och inte i citronsyracykeln eftersom kroppen vill kompensera för de låga blodsockernivåerna och därför bilda glukos.
Beta-oxidationen av fettsyror genererar stora mängder NADH från NAD+. Detta förskjuter balansen på malatdehydrogenas-enzymets reaktion, och det börjar arbeta för att ombilda oxaloacetat till malat, istället för tvärtom. Detta gör att det acetyl-CoA som finns tillgängligt i cellerna går till ketogenes istället för in i citronsyracykeln. Reaktionerna då acetyl-CoA sedan omvandlas till ketonkroppar kan delas in i följande steg:
1. Syntes av acetoacetyl-CoA sker genom att tiolas (från betaoxidationen) arbetar baklänges.
2. Acetoacetyl-CoA med acetyl-CoA omvandlas till 3-hydroxi-3-metylglutaryl-CoA (HMG-CoA) med enzymet HMG-CoA-syntas (HMG-CoA är dessutom en byggsten i nysyntesen av kolesterol). Det fria CoA som bildas här går till beta-oxidationen där det används för att reaktionen skall kunna fortgå.
3. HMG-CoA klyvs till acetoacetat och acetyl-CoA med HMG-CoA-lyas.
4. Acetoacetatet reduceras av 3-hydroxibutyratdehydrogenas till 3-hydroxibutyrat med NADH som elektrondonator.
  1. Acetoacetatet kan även dekarboxyleras spontant, vilket ger aceton och bikarbonat. Acetonet är flyktigt, och är orsaken till att personer med svår ketoacidos luktar aceton på andedräkten.